# Псеудопериптерос
Псеудопериптерос је израз у архитектури за ону врсту старогрчких храмова која има слободно стојеће стубове у прочељу (а некад и у зачељу) док су стубови на профилима зграде уграђени у зидове зграде као полустубови- пиластери. Због тога зграда изгледа слично периптеросу чији слободно стојећи стубови у потпуности окружују сва стране зграде. Овај израз се помиње у класичној архитектури.